# Hypanthidioides gregaria
Hypanthidioides gregaria là một loài Hymenoptera trong họ Megachilidae. Loài này được Schrottky mô tả khoa học năm 1905.